# Give Me Love (Hey! Say! JUMPの曲)
「Give Me Love」（ギブ・ミー・ラブ）は、Hey! Say! JUMPの楽曲。18作目のシングルとして、2016年12月14日にジェイ・ストームから発売された。

## 概要
- 前作『Fantastic Time』から約2か月で発売のシングルとなる。
- 初回限定盤・通常盤初回プレス仕様・通常盤の3種での発売となり、それぞれ収録曲・ジャケット写真ともに異なる。
- 表題曲は、メンバーの山田涼介主演 フジテレビ系月9ドラマ『カインとアベル』の主題歌である。また、グループにとって月9枠の主題歌を担当するのは、本作が初めてである。
- 初回限定盤には、表題曲のビデオ・クリップ+メイキングと、カップリング曲「Traffic Jam」に加え、オリジナル・カラオケ1曲を収録。
- 通常盤初回プレスには、カップリング曲「TOY」「Baby I Love You」とオリジナル・カラオケ2曲を収録。
- 通常盤には、カップリング曲「Glorious」「明日ハレルヤ」とオリジナル・カラオケ3曲を収録。

## 封入特典

### 初回限定盤
1. 歌詞ブックレット16P

### 通常盤初回プレス
1. 歌詞ブックレット28P

## チャート成績
- 初週で24.8万枚を売り上げ、2016年12月26日付のオリコン週間シングルランキングで1位を獲得した。
- シングル１位獲得作品数はデビュー作｢Ultra Music Power｣から18作連続となり、通算獲得数も18作となった。
- 「デビューからのシングル連続1位獲得作品数」では、それまで同数で並んでいたKis-My-Ft2の17作連続を上回り、37作連続のKinKi Kids、26作連続のKAT-TUN、20作連続のNEWSに続き、アーティスト歴代単独4位に浮上した。[2]

## 収録曲

### CD

#### 通常盤
1. Give Me Love
作詞:Vandrythem/作曲:原田卓也、川口進、Christofer Erixon/編曲:高橋哲也
  - 山田涼介主演 フジテレビ系月9ドラマ「カインとアベル」主題歌
2. Glorious
作詞:MICO♯/作曲:Justin Reinstein/編曲:吉岡たく
現存のオリジナル曲とは異なる。
3. 明日ハレルヤ
作詞･作曲:CHI-MEY/編曲:SSKHz
4. Give Me Love（オリジナル･カラオケ）
5. Glorious（オリジナル･カラオケ）
6. 明日ハレルヤ（オリジナル･カラオケ）

#### 通常盤/初回プレス
1. Give Me Love
2. TOY
作詞:m.piece/作曲･編曲:HIKARI
3. Baby I Love You
作詞:Octobar/作曲:Takuya Harada、Josef Melin/編曲:Tomoki Ishizuka
4. TOY（オリジナル･カラオケ）
5. Baby I Love You（オリジナル･カラオケ）

#### 初回限定盤
1. Give Me Love
2. Traffic Jam
作詞:MICO♯/作曲･編曲:Fredrik“Figge”Bostrom、Pontus Soderqvist
3. Traffic Jam（オリジナル･カラオケ）

### DVD
※初回限定盤のみ
1. Give Me Love（ビデオ・クリップ+メイキング）